# Maures
Pour les articles homonymes, voir Maure et Maures (homonymie).

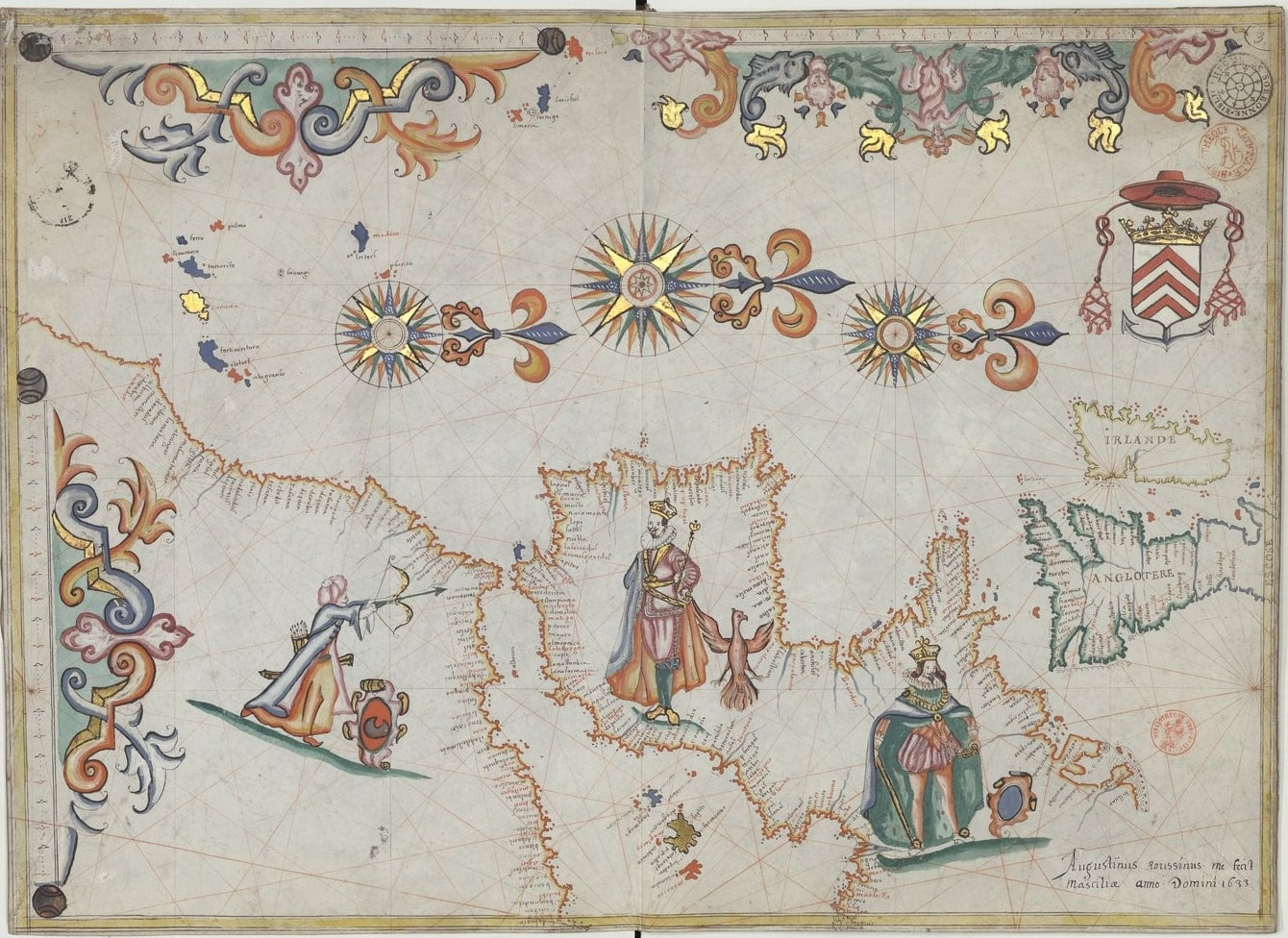
Le Maure et le roi d'Espagne, manuscrit marseillais de 1633 représentant le sultan d'Alger bandant son arc en direction de Philippe IV, roi d'Espagne, enluminé sur parchemin, et conservé à la Bibliothèque nationale de France.

Les Maures (en arabe : موريون, en berbère : Imuren, en latin : Maurus) sont les habitants  arabo-berbères médiévaux et musulmans d'Ibérie, de Sicile, de Malte et du Maghreb, et à l'origine, durant l'Antiquité, les populations berbères d'Afrique du Nord, particulièrement du Maghreb. Les Maures ne sont clairement distingués des Numides que lorsque les Romains prennent connaissance de l'existence de royaumes berbères à l'extrême-ouest.
Le terme Maure désigna à l'origine des tribus ou des confédérations de tribus qui occupaient le nord du Maroc, aux alentours du détroit de Gibraltar, puis les peuples vivant dans les deux provinces de Maurétanie sous l'Empire romain, la Maurétanie tingitane et la Maurétanie césarienne, puis au sens large, tous les Africains jugés non romanisés. 
Après la conquête musulmane de l'Afrique du Nord au VIIIe siècle, les Arabes conquièrent la péninsule Ibérique et lui donnent le nom d'Al-Andalus. C'est le début de l'Espagne arabo-musulmane. 
À partir de cette époque, le terme « mauresque » va designer l'architecture créée par les Arabes d'Espagne et le terme « maure » va désigner les musulmans, plus particulièrement ceux vivant en Al-Andalus , qu'ils soient d'origine arabe ou berbère. 
Ces populations s'installent essentiellement en Tunisie, au Maroc et en Algérie après l'expulsion de tous les musulmans ordonnée par la Monarchie catholique espagnole au XVIe siècle, à la suite de la Reconquista.
Après avoir qualifié à l’époque moderne (jusqu'au XIXe siècle) les populations urbaines et côtières du Maghreb, le terme est de nos jours plutôt utilisé pour désigner les populations arabo-berbères « blanches » (parfois métissées) vivant dans l’Ouest du Sahara, parlant hassanya, principalement en Mauritanie, au Maroc, en Algérie au Sahara occidental ainsi que dans le Nord-Ouest du Mali.

## Étymologie
L'origine du mot « Maure » n'est pas clairement établie. L'usage le plus courant donnerait au terme la signification de « Noir ». Selon l'étymologie donnée par les dictionnaires, cette appellation est dérivée du terme « Μαυρούσιοι » en grec et « Mauri » en latin,.
Or d'après Gabriel Camps, et en se référant à Pline (V, 17), « parmi les nations de Maurétanie Tingitane, la principale était jadis celle des Mauri, que des guerres auraient réduite à quelques familles ». Maure, dérivé de Mauri, aurait donc une origine locale, c'est-à-dire le nom d'un peuple. Il ajoute : « Les Espagnoles de la Reconquista, et à leur suite les Européens, conservèrent ce nom en lui donnant même une acception encore plus vaste puisqu'il servit à désigner les Maghrébins ou les Nord-Africains. […] Mais ce sont les souvenirs de l'Antiquité classique, auxquels s'ajoutait la connotation "sombre" donnée par l'adjectif grec μαυρος (mauros), ont fait revivre, à l'époque coloniale, le nom des Maures et de Mauritanie (au lieu de Maurétanie) pour désigner les populations nomades, et le pays situé au sud du Maroc, ancienne Maurétanie Tingitane»[source insuffisante].
Cependant certains pensent que le terme pourrait avoir une origine locale, « Mahurim » signifiant « occidentaux » en punique pour les populations vivant à l'ouest de Carthage. Mahurim aurait pu donner naissance au latin Mauri.

## Usages

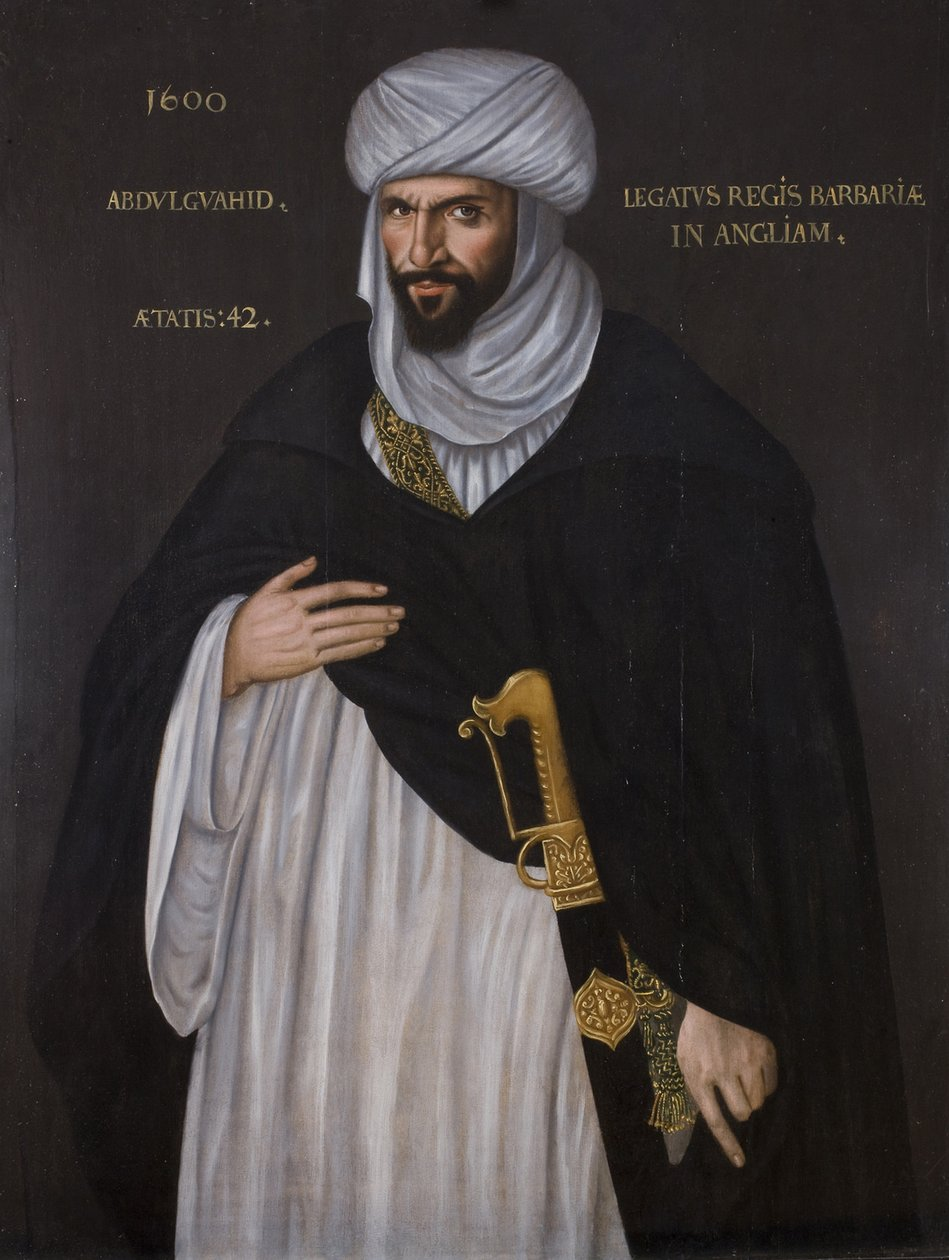
Portrait du secrétaire de l'ambassadeur marocain Abd el-Ouahed ben Messaoud reçu par la reine Élisabeth Ire (1600) et désigné comme « maure ».

« Maure » est un terme vague et imprécis qui était couramment utilisé dans l'ensemble des langues de l'Europe occidentale, jusqu'au XIXe siècle, pour désigner les anciens Musulmans d'Espagne ainsi que les habitants des ports méditerranéens de l'Afrique du Nord. 
L'adjectif « maure » ou « mauresque » est utilisé pour décrire de manière imprécise, mais identifiable, un style d'art provenant des Arabes d'Espagne ou même des Musulmans arabisés en général. En architecture, l'expression art mauresque a été appliquée à des exemples tels que l'Alhambra de Grenade, La Giralda de Séville. La phase la plus ancienne de l'architecture de la Renaissance en Espagne, connue sous le nom de Plateresque, est considérée comme ayant subi l'influence de l'art mauresque.
Dans l'Antiquité, le terme Maure désigne les populations désignées aujourd'hui comme « Berbères » qui vivent dans les montagnes de Tunisie ou d’Algérie, mais aussi les peuples des zones désertiques de Libye. Corripe emploie le terme de « tribu massyle » pour parler des Maures ou encore le terme « Mazax » que les Maures, eux-mêmes, emploient pour se désigner.
À l'époque de la conquête romaine, cinq termes, à savoir Masaesyli, Massyli, Numidae, Mauri et Gaetuli, étaient utilisés pour désigner de vastes regroupements de populations berbères. Le terme Maurus fut par la suite employé pour qualifier les autochtones non romanisés de Maurétanie. L'utilisation du terme Maures dans un sens générique, en dehors des Maurétanies, esquissée antérieurement, prit davantage de forme au IIe siècle, se répandant dans toute l'Afrique jusqu’en Proconsulaire. Cette extension sémantique et géographique s'affirma plus clairement à partir du IVe siècle. Par exemple, Ammien Marcellin n'hésita pas à qualifier les populations de Tripolitaine de Mauricae gentes.
Selon Philippe Richardot : « Les Maures sont, depuis la guerre de Jugurtha (113-105 avant Jésus-Christ), un vieil ennemi des Romains. ». Il constituent un voisinage avec la « romanité » dont les mœurs et les tactiques sont considérés comme primitives au VIe siècle de notre ère par les auteurs romano-byzantins. Dans son ouvrage Le problème des Dii Mauri : un culte ambigu Marcel Bénabou affirme que le nom de Maures a d'abord été donné aux habitants de l'ancien royaume de Maurétanie puis s'étendit vers l'est.
C'est surtout à la fin du Ve siècle, lorsqu'une série de pouvoirs successifs à Carthage fut confrontée au problème politique majeur posé par les populations berbères, que le besoin d'un ethnonyme générique commença véritablement à se manifester. C'est à cette période que le terme Maurus fut couramment employé dans ce sens.
Le terme Maures est utilisé par l'historien romain Procope et par saint Augustin pour désigner la population des Aurès non romanisée et les populations indigènes qui se soulèvent contre Rome. Corippe désigne les populations qui se soulèvent contre Rome pendant le règne de Justinien Ier vers le Ve siècle sous le vocable d'Ifuraces. A contrario, les autochtones qui étaient favorables au régime romain sont désignés par le terme « Afris ».
L'évolution sémantique qui a fait de Maurus un terme englobant tous les Africains jugés non romanisés fut initialement le fruit des Romains eux-mêmes. Cependant, il fut également adopté par les populations qu'il désignait. Une inscription du Ve siècle, découverte entre Blida et Tipaza, fait mention d'un évêque « tué dans la guerre des Maures » (occisus in bello Maurorum). Plus tard, à Altava, une épigraphe sans équivoque mentionne un personnage nommé Masuna se présentant comme « roi des peuples maures et des Romains » (rex gentium Maurorum et Romanorum). Ce terme englobait tous les habitants du royaume jugés non romanisés.
Le particularisme maure caractérisait essentiellement deux secteurs géographiques au IVe siècle, connus par ailleurs comme les moins densément urbanisés : l'actuel territoire libyen et les deux provinces de Maurétanie Césarienne et Maurétanie Tingitane. Le terme apparut également dès le IVe siècle comme une sorte d'appellation régionale, employée pour désigner en général les habitants d'une province, en l'occurrence ici la Maurétanie, citadins ou campagnards, romanisés ou non, avec un sens plus géographique qu'ethnique.
Après la Conquête musulmane du Maghreb, tous les textes arabes révèlent, dès la fin du VIIe siècle, l’emploi systématique par les conquérants d'un nouvel ethnonyme, « Berbère », dérivant probablement du grec Barbaros et du latin Barbarus. Bien que moins fréquemment attestés dans les textes des VIe – VIIe siècles que Maurus. 
Au Moyen Âge, le terme latin « Mauri » passe en français sous la forme « maure », mais aussi en espagnol sous la forme « Moros » et en breton sous la forme « Morianed » pour désigner les Musulmans, à l'origine de la conquête de la péninsule Ibérique au VIIIe siècle. Joseph Pérez précise que « parmi les envahisseurs de 711, les Arabes étaient une infime minorité […] la majorité était formée de Berbères. […] C'est pourquoi les Espagnols, pour évoquer la domination musulmane, préfèrent parler de Maures… ».
Les auteurs européens des XVIIIe et XIXe siècles insistent volontiers sur la continuité de culture et mode de vie entre les Maures de l'Antiquité et les Berbères modernes après la conquête musulmane. Ainsi, le journaliste Frédéric Lacroix, enquêteur pour le compte du gouvernement français, écrit en 1852 :

« Après sept siècles de domination italienne [romaine], je retrouve la race autochtone ce qu'elle était avant l'occupation. Les insurgés qui, au VIe siècle de notre ère, se firent châtier par Solomon et Jean dans l'Aurès, dans l'Edough et dans la Byzacène], étaient les mêmes hommes qui combattaient six cents ans auparavant sous la bannière de Jugurtha. Mêmes mœurs, mêmes usages, même langue, même amour de l'indépendance, même manière de combattre. Les Berbères de Procope, d'Ammien Marcellin et de Corippus sont absolument les Berbères de Polybe, de Tite-Live, de Salluste, d'Appien et d'Hirtius. »

Il est possible que l'expression « pays des Maures », utilisée dans certaines traductions de la Bible, ait influencé l'usage médiéval du terme pour désigner toute personne ayant une couleur de peau allant du brun au noir. En héraldique, le terme Maure était utilisé pour désigner la couleur noire, et la vie quotidienne connaissait des expressions telles que « café maure ».

## Antiquité

Roi maure Bocchus Ier, qui régna en Maurétanie de 110 à -80.

Plusieurs rois maures régnèrent sur la Maurétanie durant l'Antiquité, tels que les rois Baga, Bocchus Ier, Sosus, Bogud ou encore Bocchus II.
Le roi Baga fut le fondateur de la dynastie régnante du royaume de Maurétanie à la fin du IIIe siècle av. J.-C.. Il soutient militairement le roi numide Massinissa à son retour d'Hispanie, en lui fournissant des armes et 4 000 guerriers maures pour l'escorter et pour combattre son rival au trône, Syphax. Il l'aida également contre Carthage lors de la deuxième guerre punique.
De 110 à 80 av. J.-C., Bocchus Ier, aussi appelé Bocchus l'ancien, fut roi de Maurétanie et régnait entre l’Océan et la Mouloya (Mulucha). En 106 av. J.-C., il prend les armes avec Jugurtha, son gendre, contre les Romains. Vaincu deux fois par Marius. Il se rapproche ensuite des Romains, traite avec Sylla, alors questeur sous Marius, et consent à trahir son gendre, Jugurtha, en aidant les Romains à le faire tomber dans un guet-apens où il est capturé (106 av. J.-C.). Il reçoit en récompense le pays des Massésyliens (Massæsyles). Devenant ami et allié du Peuple romain, il lui fut reconnu la domination sur « un tiers de la Numidie ».
Peuple de cavaliers, les Maures offrirent notamment leurs services tant aux Carthaginois qu'aux Romains lors des guerres puniques. Jugurtha, ayant pris pour femme la fille de leur roi, bénéficia quelque temps de leur appui, mais fut livré à ses ennemis aussitôt qu'il leur demanda asile.
La Maurétanie fut petit à petit conquise par Rome et constitua deux provinces de l'empire, l'une en 37, l'autre en 40 ou 41 sous Caligula. Engagés aux côtés des forces romaines, des Maures contribuèrent à établir la Pax Romana en Gaule et établirent des colonies. Dans la péninsule armoricaine, des soldats maures furent cantonnés, au territoire des Vénètes et des Osismes, d'où le nom de « Mauri Veneti » et de « Mauri osismiaci » que leur donne la Notitia Dignitatum,,. Plusieurs noms de localités, comme « Mortaigne » ou « Mortagne », tant en France qu'en Belgique, seraient dérivés de « Mauretania », mais une autre interprétation y voit l'invocation d'une eau morte (par opposition à eau vive).
La Maurétanie fournit aussi à l'Empire romain, plusieurs généraux tels Gildon, qui se rebella ensuite contre Rome, et surtout Lucius Quietus que Trajan aurait selon certains auteurs songé à choisir pour successeur. Quietus et sa cavalerie maure sont immortalisés sur la colonne Trajane à Rome. La Maurétanie donna même à Rome un empereur éphémère, Macrin,,. Partiellement romanisés puis christianisés dès le IIIe siècle, les Maures furent partiellement séduits par le schisme donatiste. Aux persécutions païennes succédèrent les persécutions chrétiennes quand l'empire érigea le christianisme en religion d'État.
Au Ve siècle, des Vandales et leurs alliés alains, harcelés par les Wisigoths, franchirent le détroit de Gibraltar et se taillèrent un royaume en Afrique du Nord en 431. Les Maures collaborèrent aux expéditions de pillage organisées par les Vandales, notamment le second sac de Rome en 455. Les prisonniers romains furent emmenés en esclavage par les Maures, qui furent cependant défaits par Justinien Ier, empereur romain d'Orient, en 533.
La domination byzantine n'était cependant que très relative quand, en 647, survint l'islamisation. La résistance de chefs tels que Koceïla ou Dihya (Kahena) n'empêcha pas, au VIIIe siècle, une grande partie de la population d'être islamisées puis de propager l'islam à leur tour. Le pays des Maures fut annexé au califat des Omeyyades.

## Conquête de la péninsule Ibérique
En 711, les Ommeyades écrasent Rodéric lors de la bataille du Guadalete et débarquent en péninsule Ibérique. Sous le commandement de Tariq ibn Ziyad, ils imposèrent à une grande partie de l'Espagne et du Portugal le règne islamique jusqu'à la Reconquista. Ils étendirent leur influence au Midi de la France, et firent des incursions jusque dans le Nord de la France, mais furent arrêtés par Eudes d'Aquitaine à la bataille de Toulouse (721) et par Charles Martel à la bataille de Poitiers (732).
Dans la péninsule Ibérique, seuls le Nord-Ouest et les régions majoritairement basques des Pyrénées échappèrent à leur domination. L'État Ommeyades subit quelques conflits civils dans les années 750. Le pays, al-Andalus (de : « Vandalusia »), fut ensuite divisé en un nombre de petits territoires principalement islamiques, nommés les taïfas.
En 1212, les royaumes chrétiens, sous le commandement d'Alphonse VIII de Castille, repoussèrent les frontières des territoires maures au Sud de la péninsule. C'est la période de la Reconquista proprement dite. Cependant le royaume de Grenade (au sud-est) résista durant près de trois siècles. Le 2 janvier 1492, l'armée de la Castille chrétienne prit Grenade, annexant le dernier royaume musulman de la péninsule au territoire du royaume de Castille.
En Espagne, le terme Moros désigne, pendant toute la période islamique, les conquérants musulmans. Ce terme qui a été adopté par les diverses langues de l'Europe occidentale, a une valeur géographique, et désigne les gens venant de la côte africaine, plutôt qu'ethnographique, car les conquérants étaient des Arabes et des Berbères arabisés ou non.
Le mélange des éléments romains et arabes a abouti à une sorte de symbiose, qui s'est exprimée dans un vrai bilinguisme, lequel a été à son tour à l'origine d'une littérature arabo-chrétienne d'un côté, et d'une littérature arabo-islamo-espagnole. Néanmoins, les Moros ont été en général considérés comme des conquérants, et les différences religieuses ont contribué à une attitude plutôt hostile de la part des habitants de la péninsule.

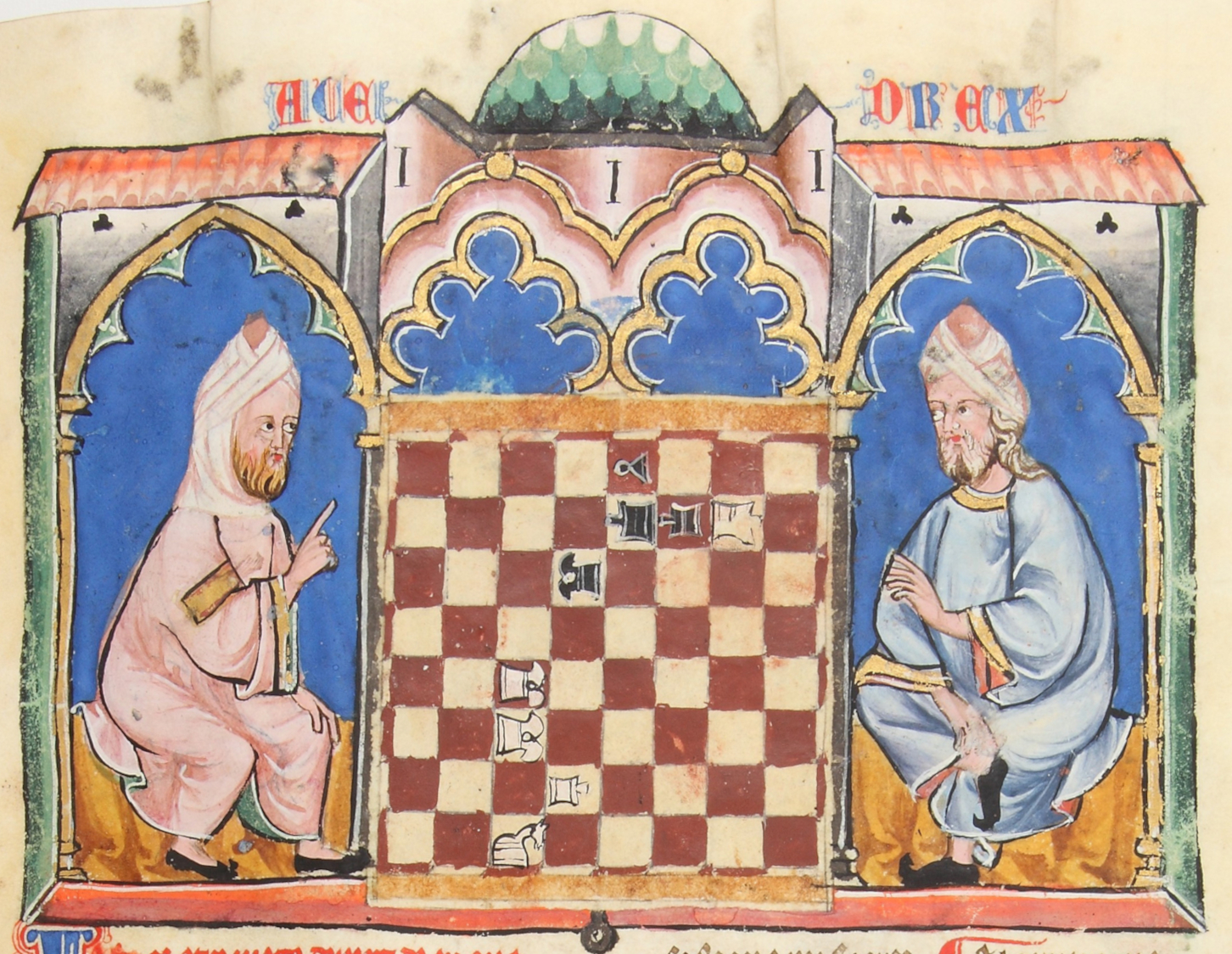
Livre d'échecs et de dés, 0044R, 1283 : Arabes musulmans en Espagne
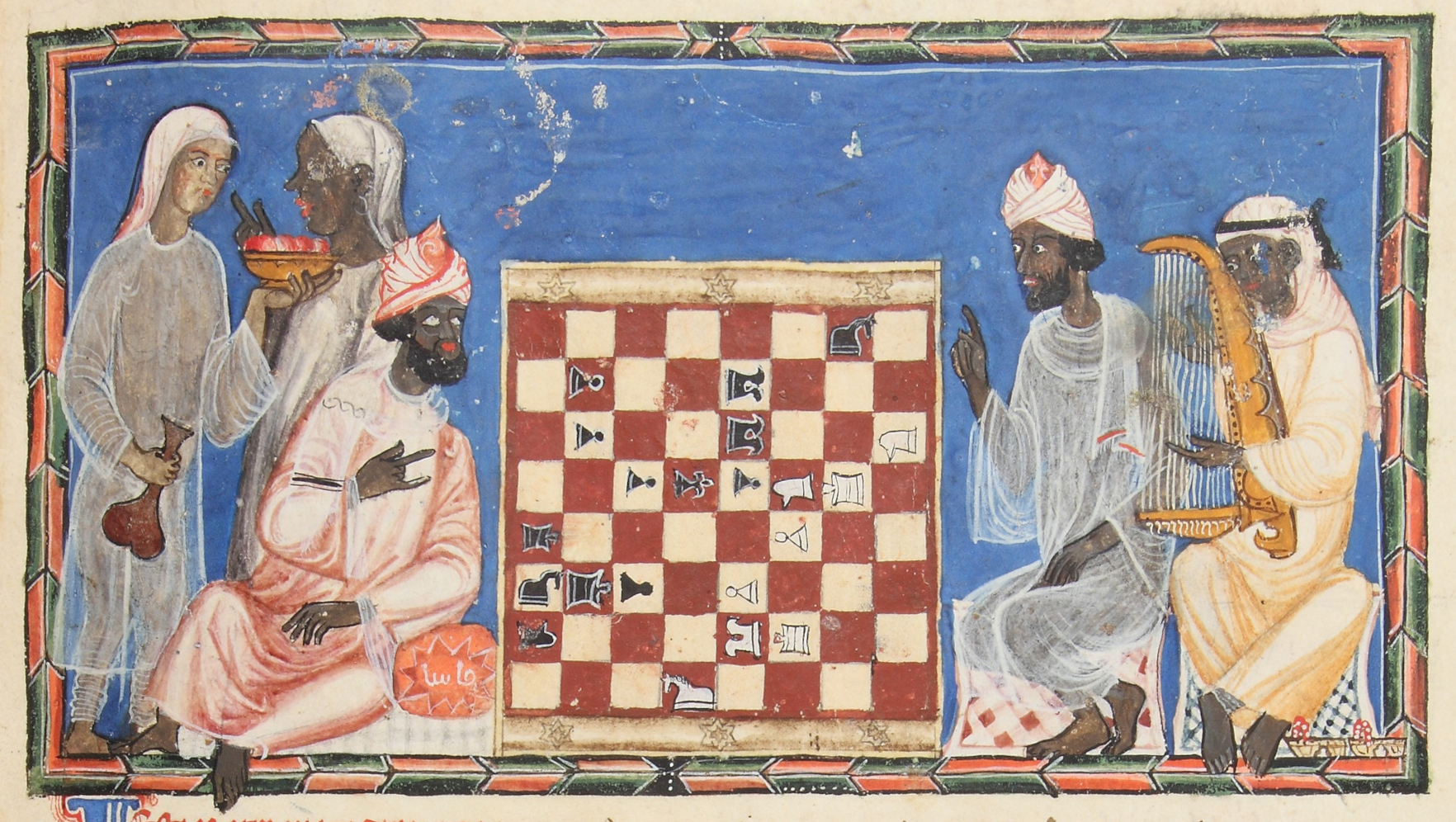
Livre d'échecs, dés et échiquier, 0022R, 1283, Berbères jouant aux échecs
Plafond mauresque de la Salle des Rois, Alhambra
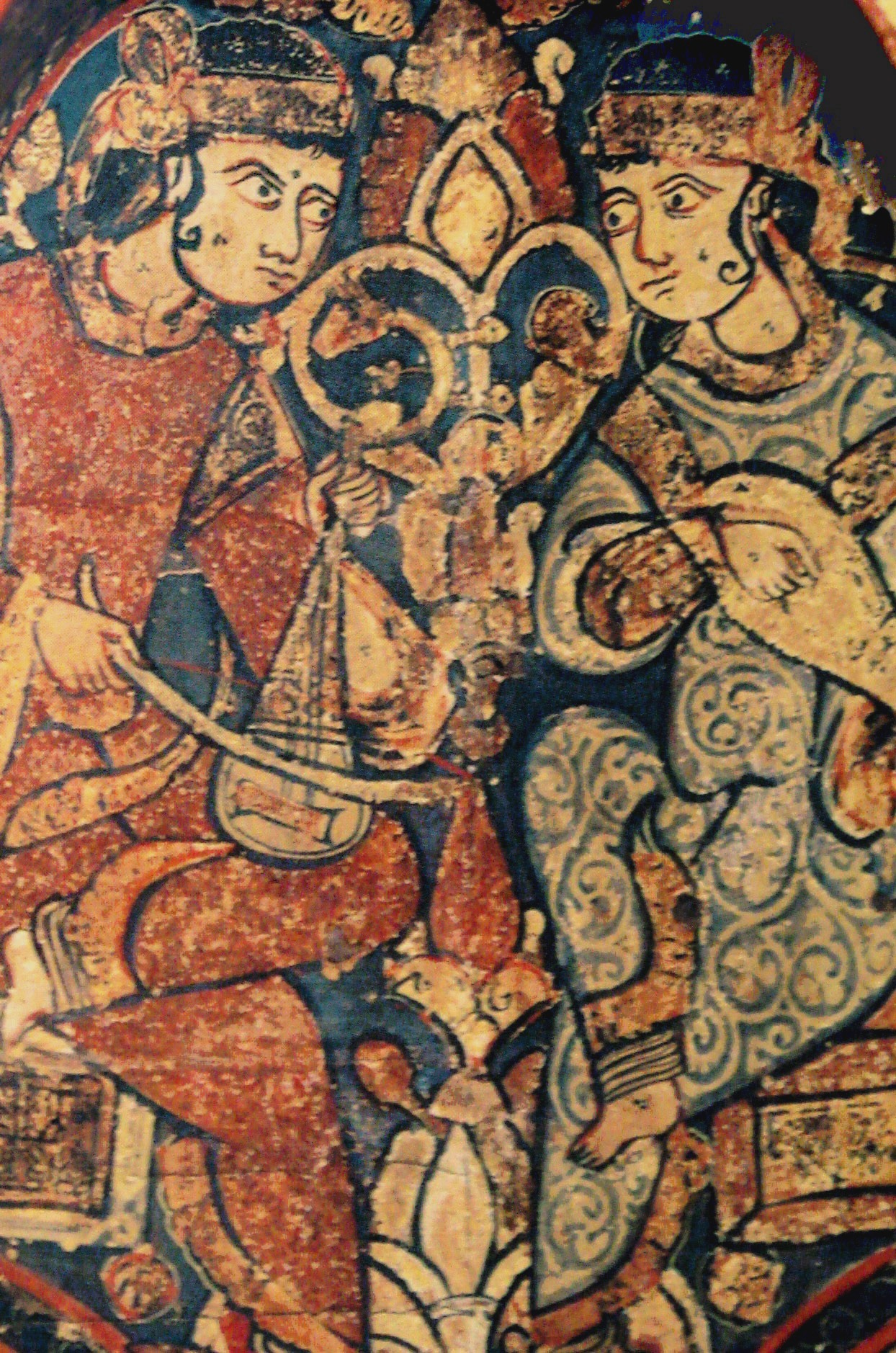
Musiciens musulmans à la cour du roi Roger II (Sicile)
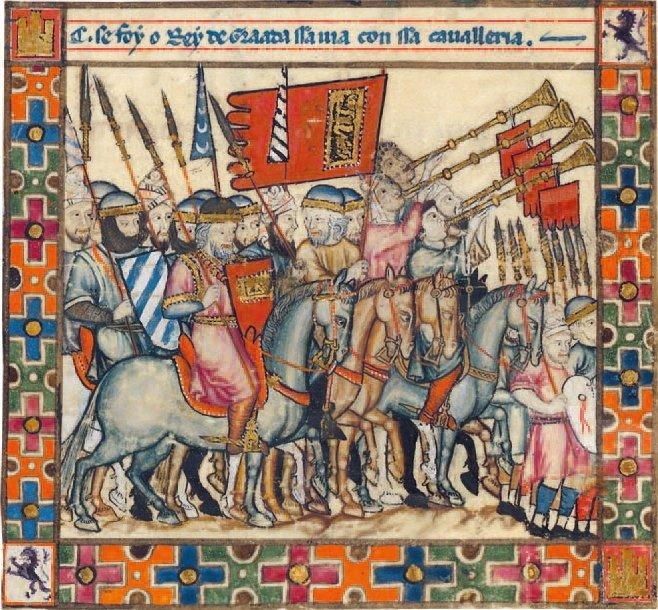
Maures en Hispanie
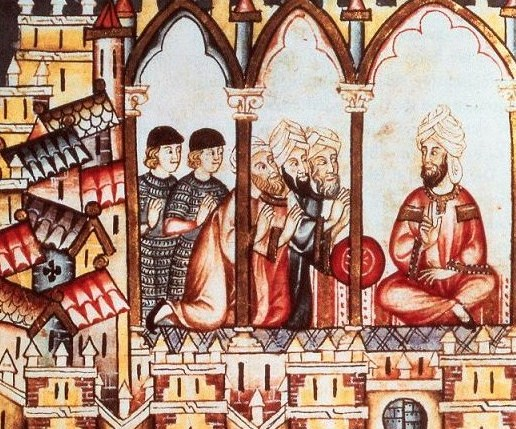
Ambassade en Castille
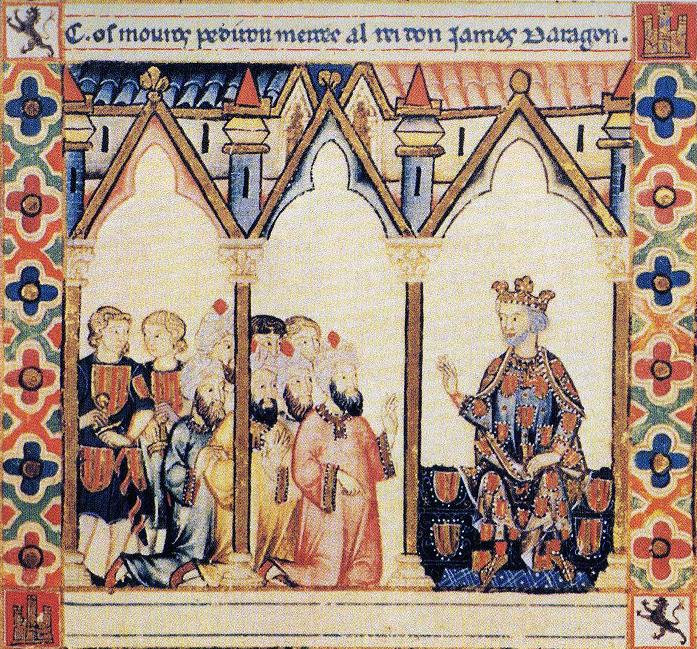
Cantigas de Santa María, vers 1284, Jacques Ier (roi d'Aragon) et les Maures
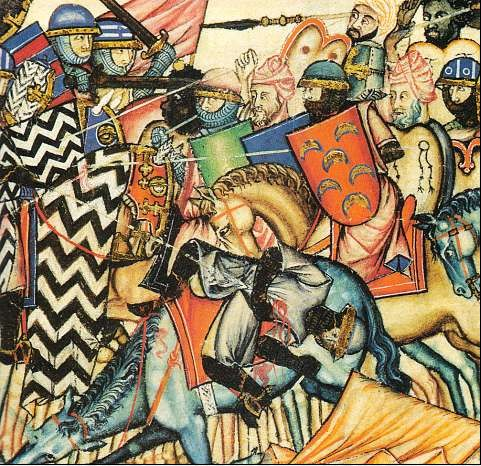
Reconquista
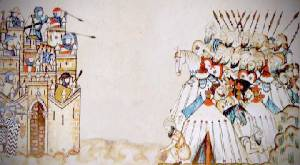
Siège d'Aledo
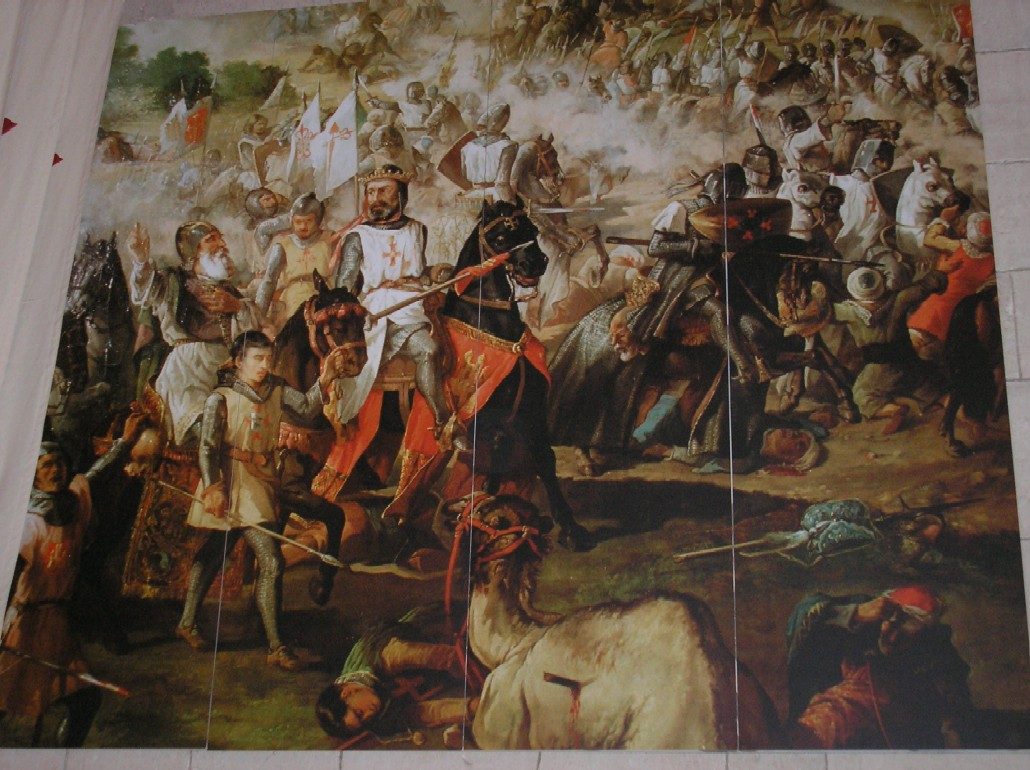
Scènes de la reconquista

## La population maure aujourd'hui

### Population désignée
Jusqu'au début du XXe siècle, le terme « Maures » était souvent utilisé par les géographes occidentaux pour désigner les populations urbaines et côtières du Maghreb, pour les différencier des arabophones et des berbérophones considérés en tant qu'ethnies. Ainsi, l'Encyclopædia Britannica de 1911 définit « Maure » comme « le nom qui, selon l'habitude actuelle, est librement appliqué aux natifs du Maroc, mais strictement, devrait s'appliquer seulement aux hommes de la ville de descendance mélangée ». Cependant, elle reconnaît que ce terme n'a pas de valeur ethnologique réelle.
La désignation « Maures » s'était répandue à travers l'Europe occidentale. L'adjectif décrivait toute personne musulmane ou dont la peau était foncée ; parfois, les Européens faisaient la distinction entre les Beidanes, ou Maures blancs, et les Haratins, ou Maures noirs.
Aujourd'hui, Maures (ou Bidha'an) est le nom donné aux populations arabo-berbères « blanches » vivant dans l’Ouest du Sahara. Ils ne sont pas assimilables aux Maures d'Espagne, étant donné que ni leur dialecte ni leur culture ne sont identiques, même si une partie des Maures d'Espagne a pu provenir du grand Sahara, dans le sillage de la conquête arabe et de l'arrivée ultérieure de troupes almoravides et almohades pour appuyer les principautés andalouses. Le terme « Maure » leur a été attribué car ils étaient la seule population d'origine nord-africaine au sud du Sahara.
Les Maures de Ceylan sont le nom donné aux Musulmans du Sri Lanka. Ils ont des ancêtres parmi les navigateurs arabes qui se sont installés près du port actuel de Colombo. Avant l'arrivée des Portugais en 1505, le commerce étranger de l'île était pratiquement monopolisé par les Arabes. Aux Philippines, le terme « Moro-Wars » (1901-13) désigne une série de batailles dispersées entre les troupes américaines et les groupes musulmans. Le terme espagnol Moros désigne les différentes populations musulmanes des Philippines du Sud, en particulier dans l'archipel de Sulu et à Mindanao. Par extension, ce terme est également utilisé pour désigner les langues austronésiennes parlées par ces peuples Moros.

### Distribution géographique et populations
Aujourd'hui, l'aire sociale maure regroupe approximativement le Sud du Maroc, le Sahara occidental, la Mauritanie, le Nord-Ouest du Mali, le Sud-Ouest de l'Algérie et dispersé dans le nord du Sénégal, soit une zone ayant en commun une culture et une langue l'arabe hassanya.
Selon le recensement de 1988 au Sénégal, les Maures y étaient 67 726, sur une population totale estimée à 6 773 417 habitants, soit 1 %. Depuis leur nombre a considérablement augmenté. Ils y sont très dispersés.
L'ensemble des Maures est musulman sunnite de rite malékite. L'unité linguistique autour de la langue arabe hassanya est relativement forte chez les Maures. Historiquement, certaines populations Maures étaient berbérophones. Quelques individus parlent encore cette langue dans le Sud de la Mauritanie, et au Sénégal, notamment au sein des Oulad Deiman (dans la région du Trarza). En 1978, dans le vocabulaire officiel mauritanien, le terme « Arabo-Berbère » a été définitivement remplacé par « Arabe », consacrant ainsi la disparition quasi-totale de la culture berbère dans le pays.
Il faut distinguer les Beidanes, ou Maures blancs, des Haratins, ou Maures noirs.
La base de la société maure est la tribu (qabîla) composée des descendants d'un ancêtre commun, qui reste ouverte aux affiliations extérieures par mariage. Celles-ci sont divisées en fractions (fakdh), elles-mêmes divisées en groupements de familles (ehel ou aïal) et finalement de tentes (khaïma ou khiyam).
En Mauritanie et plus généralement chez les Maures, on distingue une organisation statutaire dans laquelle sont distingués trois groupes, dont deux groupes occupent le sommet de la hiérarchie : les tribus guerrières, dites Arabes ou Hassan, dont les membres sont généralement d'origine arabe, et les tribus zaouïa ou tolba, qui seraient d'origine métisse. Le troisième groupe est celui des lahma ou znâga (tributaires). Cette organisation s'est affirmée dans le cadre émiral mis en place entre le XVIIe et XVIIIe siècles mais ne s'est pas généralisée de la même manière partout dans le futur territoire mauritanien. Dans les faits, elle concerne avant tout le Nord (Adrar), le Centre (Tagant et Assaba) et l'Ouest (Trarza, Brakna), mais beaucoup moins l'extrême Est (où n'a pas existé formellement un système émiral).
Les principales populations maures sont aujourd'hui les suivantes, :
- Populations Zaouïa
  - Ehel Barikalla (Akjoujt) (variante : Berikallah)
  - Ehel Mohammad Fadel (Néma)
  - Ehel Nema
  - Ehel Oualata
  - Idab Lahcen (var. Ihab Lahsen)
  - Ehel Sidi Mahmoud (Assaba et Hodh), un des principaux groupements tribaux en Mauritanie aujourd'hui (40 000 membres) comptant 11 tribus et 107 fractions et qui est plutôt structuré comme une confédération[37]
  - Djeiliba
  - Oulad Deiman (Trarza)
  - Idaou Ali (Bareina, Chinguetti, Tidjikdja) (variantes Idewaali, Idawali, Idouali, Idaw Ali, Ida'Ali) ; en font partie les Ehel Abdallahi et Ehel Maham[40]. Ils sont réputés très attachés à la Tijaniyya[41].
  - Idaou el Hadj (Kiffa, Ouadane)
  - Ideiboussat (Assaba). Entre soufisme et commerce d’importation (change de devises, vente de véhicules, thé, tissus, céréales, etc.), ils ont acquis une grande influence dans le pays. Leur réseau commercial tribal actuel, de plus en plus puissant, s’est spécialisé sur un créneau sensible : la finance et notamment les opérations de change[42]. Il s'agit de la tribu du général mauritanien Mohamed Ould Cheikh Mohamed Ahmed, dit Ould Ghazouani, fils d’un chef spirituel de la tribu Ideiboussat[43] et personnalité politique de premier plan du régime actuel. Il est depuis le 1er août 2019 président élu de la Mauritanie.
  - Ideiqoub (var. Ideikoub)
  - Idjeidjba (Brakna) (variante : Idjeijba)
  - Laghlal (Hodh)
  - Messouma
  - Smasside (Adrar, surtout Atar) (variante : Semassides), à laquelle appartient l'ancien Président mauritanien Maaouiya Ould Sid'Ahmed Taya (1984-2005)[44].
  - Tadjakant (Trarza, Brakna et Assaba)
  - Tagat (Brakna)
  - Tagnit (Trarza, surtout Boutilimit)
  - Tagounant (Trarza)
  - Tendgha (Trarza)
  - Tinouajiw (var. Tinaoudjuou)
  - Oulad Biri (Trarza) (variante : Ebyeyri, Berri), à laquelle appartenait Moktar Ould Daddah, le père de l'indépendance mauritanienne[45]. guerrières
  - Populations guerrières
    - Idaou Aïch (variante : Idaw Aych), incluant deux principaux clans :
      - Abakak également appeles Ehel Soueid Ahmed (Tagant)
      - Chrattit connus également comme Ehel Mohamed Chein (Assaba)

    - Machdouf (Hodh oriental) (variante : Mechdouf)
    - Oulad Allouch (Hodh oriental)
    - Oulad Mbarek (Hodh)
    - Oulad Ammoni (Adrar)
      - Oulad Yahya Ben Othman (Adrar)
      - Oulad Akshar
      - Oulad Ghaylan
      - Oulad Delim (du cap Timiris au Rio de Oro et Nord Zemmour)

    - Oulad Nasser (Hodh occidental)
    - Oulad Lab
    - Trarza (Trarza)
      - Oulad Ahmed Ben Deman (Trarza)
      - Oulad Deman
      - Oulad Muhammed el-Habib

    - Brakna
      - Ihel Yahya Ould Sidi Othman (Brakna et Adrar)
      - Oulad Abdallah (Brakna et Adrar)
      - Oulad Ahmed
      - Oulad Noghmach ou Mormach (Brakna)
      - Oulad Siyed (Brakna)
- Populations maraboutiques et guerrières a la fois :
  - Kountas (de Tombouctou à Adrar)
  - Oulad Bou Sbaa (variante Bousbaa, littéralement « du lion ») ; cette tribu n'a pas de territoire identifié en Mauritanie et revendique d'origines marocaines (El Haouz Tensif) ; elle est la tribu de l'actuel président Mohamed Ould Abdel Aziz, de l'homme d'affaires Mohamed Ould Bouamatou, de l'ancien chef de l'État (2005-2007) Ely Ould Mohamed Vall[44] et de l'ancien ministre des Affaires étrangères et intellectuel Mohamed Mahmoud Ould Mohamedou. Elle inclurait les Imraguens, pêcheurs traditionnels habitant la cote atlantique.
  - Reguibat al-charg, appelés aussi Legouacem (Sud marocain, Seguiet el-Hamra, Zemmour), qui incluent :
    - Ehel Brahim Oulad Daoud
    - Lebouihat
    - Liaiacha (var. Laiacha)
    - Foqra

  - Reguibat al-Sahel (Sud marocain, Zemmour, Adrar, Rio de Oro)
    - Oulad Moussa
    - Souaad
    - Lemouedenin
    - Oulad Borhim
    - Oulad Cheikh
    - Thaalat
    - Oulad Taleb

À ces groupes aristocratiques, il faut ajouter les tributaires (ou aznaga ou encore lhama) et des castes comme les artisans (mallemin) et les griots (igawen).
Cette organisation hiérarchique entre guerriers, religieux et tributaires est très marquée surtout dans les émirats, comme Trarza, Brakna, Adrar ou encore Tagant, dont l'organisation plus structurée se distingue de celle des tribus indépendantes (Oulad Diman, Oulad Mbarek, Ehel Sîdi Mahmûd, Oulad Nasser, Machdouf, Idaou Ali) ou encore les sociétés tribales non stratifiées du Nord (Tekna, Ehel Haj, Reguibat, Oulad Delim, Larroussiyin, Smasside, Oulad Tidrarine, Oulad Bou Sbaa, Oulad Ghaylan).

### Économie et mode de vie
Les Maures sont historiquement des éleveurs nomades de dromadaires et de chevaux dans le Nord et ovins dans le Sud et sur les berges du fleuve Sénégal. L'agriculture est toujours restée marginale et pratiquée dans les quelques oasis de leur territoire. De par leur culture nomade et leur élevage, le commerce tenait une part importante dans leur économie.
Aujourd'hui ce mode de vie est en voie de disparition. Les politiques de sédentarisation aidant, l'exode vers les villes croît, notamment vers Nouakchott en Mauritanie. Cette sédentarisation influe également sur leur culture commerçante.

## Emblème

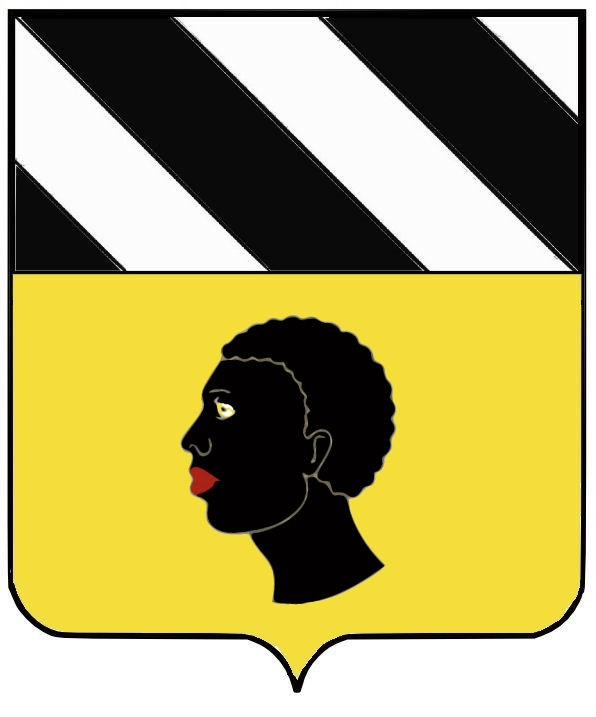
La tête de Maure de la Famille Tucher von Simmelsdorf, 15e-18e siecle.

Armoiries papales de Benoît XVI.

La tête de Maure (à ne pas confondre avec « tête de mort ») est un meuble héraldique traditionnel qui apparaît notamment sur le blason et le drapeau de la Corse, mais aussi de la Sardaigne et sur le blason de certaines villes comme Morancé ou Moret-sur-Loing. Par le passé, la tête de Maure sur le blason Corse avait également les yeux bandés en signe de « soumission ». Plus tard, le bandeau est représenté sur le front et devient le symbole que nous connaissons aujourd'hui.
Toutefois, les historiens actuels semblent privilégier l’hypothèse d’une origine aragonaise de la tête de Maure (voir Drapeau de la Corse), le symbole apparaissant pour la première fois en 1281 sur un sceau du roi Pierre III d'Aragon.
La tête de Maure serait la tête de Saint Maurice, martyr chrétien égyptien d’ethnie nubienne, serviteur des légions romaines et mort pour sa foi dans le Valais en Suisse, au IIIe siècle.
Ainsi, sa tête tranchée par les Romains à la suite d'une désobéissance fut dès le Haut Moyen Âge un symbole héraldique, d’abord dans les Alpes et puis repris bien au-delà. La tête de Maure se serait ainsi imposée comme emblème en Sardaigne (4 têtes) et en Corse à la suite de la domination du roi d’Aragon. Certains remarquent toutefois que la domination ayant été de courte durée, il est possible que l’ajout soit postérieur.

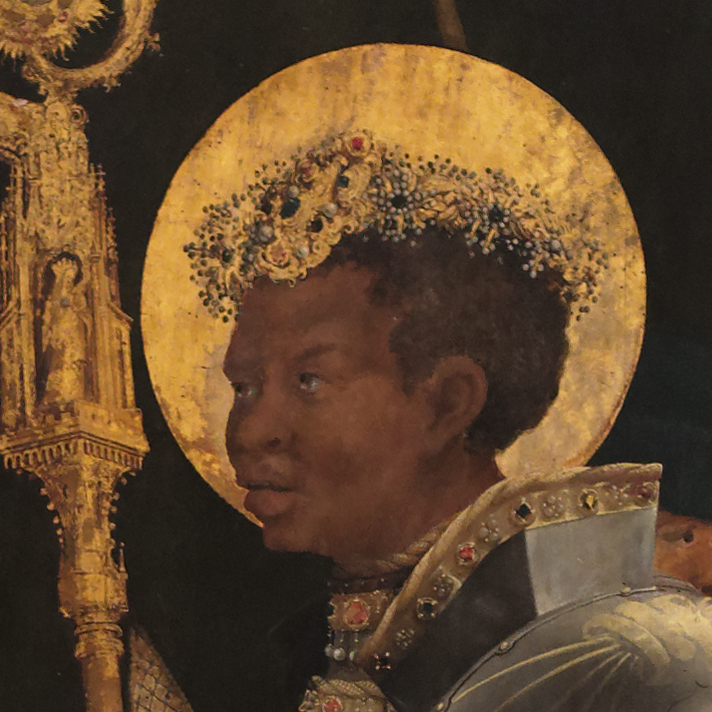
Saint Maurice (détail) par Matthias Grünewald.
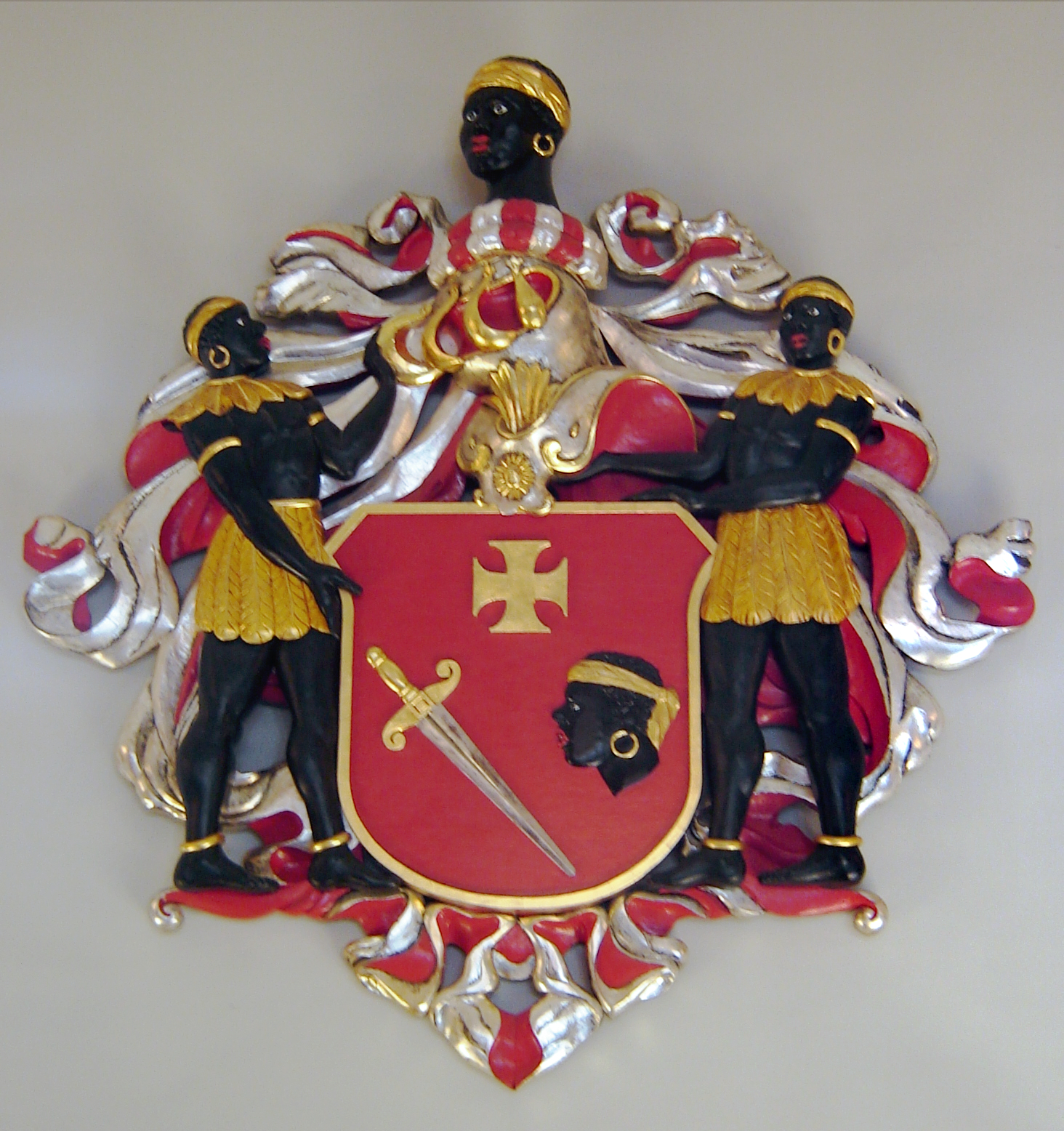
Blason de la Guilde des Têtes noires représentant Saint Maurice, saint patron de la guilde.
Blason de la Corse.
Blason de la Sardaigne.
Blason de Coburg.
Blason de Büderich.
Faure des Chaberts.
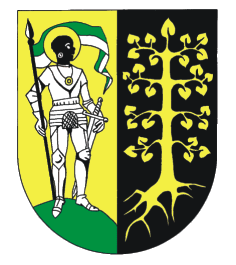
Blason de Bad Sulza.
Blason de Mandach.
Blason de Morancé.
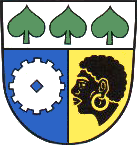
Blason de Krautheim (Thüringen).
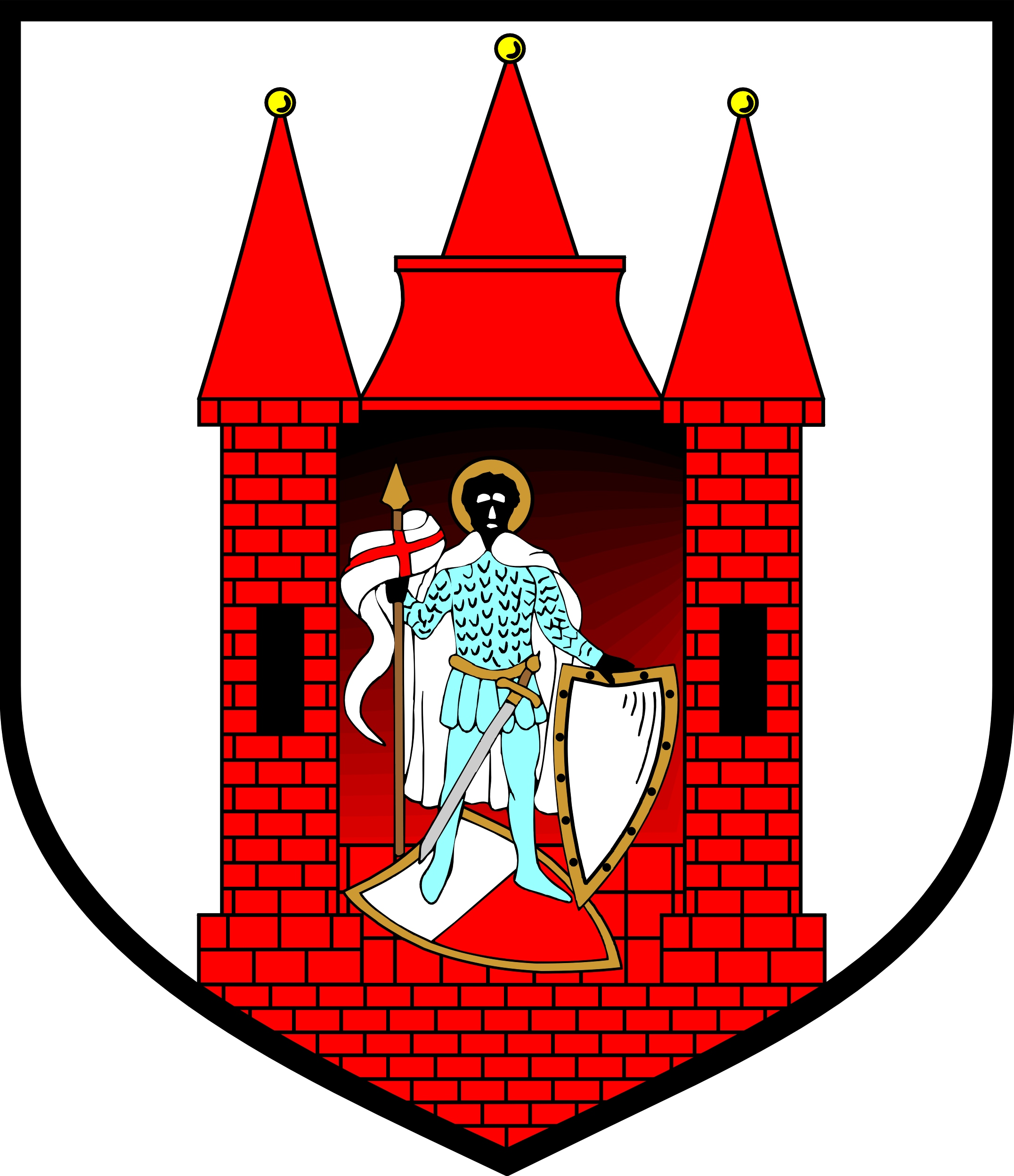
Blason de Sandau (1979).
Blason de Linkebeek.

## Autre
Le style dit « mauresque » est un mouvement artistique, principalement architectural et ornemental élaboré en Europe au XIXe siècle par imitation de celui des anciens Maures d'Al-Andalus en Espagne.

#### Hors Maghreb
- Al-Andalus (711-1492)
  - Art hispano-mauresque, architecture mauresque
  - Morisques
  - Art almoravide et almohade, Art mozarabe, Art mudéjar
- Histoire de l'islam en Italie, culture de la Sicile normande normanno-arabo-byzantine (1061-1250)
- Style mauresque (Europe, XIXe)